# حيوان ماكرو
حيوان ماكرو هو حيوان صغير جداً قد يكون وحيد الخلية أو متعدد الخلايا لا يمكن رؤيته إلا بالمجهر مثل بطيئات الخطو.